# Nanzhuangtou
Nanzhuangtou (chinois 南庄头, Nánzhuāngtóu) est un site préhistorique du Nord de la Chine, situé près du lac Baiyangdian, dans le xian de Xushui, au centre de la province du Hebei. On y a relevé la première expérience d'exploitation du millet connue en Chine. Le site a fait l'objet de diverses études de datation qui le placent en amont du processus de néolithisation.

## Historique
Le site fut découvert en 1986 dans une tourbière ombrotrophe. Une couche d'ossements animaux, de charbons de bois et d'outils de pierre fut mise au jour 1,80 m sous la surface du sol, qui était couverte de dépôts lacustres d'argile épaisse noire et grise.
Trois campagnes de fouilles ont été menées jusqu'à présent par des chercheurs chinois, affiliés au département d'archéologie de l'université de Pékin, au département d'histoire de l'université du Hebei, à l'Institut provincial du Hebei pour les vestiges culturels, et à d'autres institutions de la région.

## Chronologie
Daté de 10600 à 9300 av. J.-C., ou 9500 à 9000 av. J.-C., ou 8700 à 7500 av. J.-C., le site précède la période néolithique proprement dite, qui verra la multiplication des villages dans les plaines alluviales du Fleuve Jaune et du Yangzi Jiang.

## Vestiges
Le site a notamment livré plus de 47 éléments de poterie, datées de 8200 av. J.-C., des artéfacts en os, et des ossements fossiles de chien domestique.
La découverte de meules de pierre prouve que les habitants de Nanzhuangtou broyaient des céréales sauvages, et ce vers 8500 av. J.-C.. C'est le site le plus ancien du Nord de la Chine qui ait livré des traces d'exploitation du millet.